# Martin Clauss

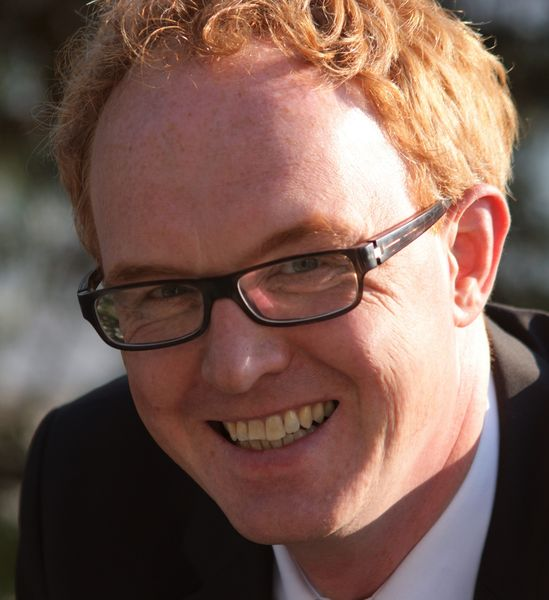
Martin Clauss, aufgenommen 2015 von Werner Maleczek auf einer Tagung des Konstanzer Arbeitskreises für mittelalterliche Geschichte.

Martin Clauss (* 7. März 1973 in Bochum) ist ein deutscher Mittelalterhistoriker. Seit Oktober 2014 ist er Inhaber der Professur Europa im Mittelalter und der Frühen Neuzeit an der TU Chemnitz.

## Leben
Martin Clauss wurde 1973 als Sohn des Althistorikers Manfred Clauss in Bochum geboren. Er studierte nach dem Abitur an der Schadow-Oberschule in Berlin-Zehlendorf von 1993 bis 1998 als Stipendiat der Studienstiftung des deutschen Volkes Geschichte, Germanistik, lateinische Philologie und katholische Theologie an der Rheinischen Friedrich-Wilhelms-Universität Bonn, der Ludwig-Maximilians-Universität München und der Universität zu Köln.
Von 1996 bis 1997 absolvierte er ein Studium der Mittelalterlichen Geschichte (Master of Arts) an der englischen University of Durham. 2001 wurde er bei Theo Kölzer an der Universität Bonn mit der Dissertation Die Untervogtei. Studien zur Stellvertretung in der Kirchenvogtei im Rahmen der deutschen Verfassungsgeschichte des 11. und 12. Jahrhunderts promoviert. Er wurde wissenschaftlicher Mitarbeiter und später Assistent am Lehrstuhl für Mittelalterliche Geschichte von Hans-Henning Kortüm an der Universität Regensburg. 2008 habilitierte er sich mit der Arbeit Kriegsniederlagen im Mittelalter. Darstellung – Deutung – Bewältigung, für die er 2010 den Werner-Hahlweg-Preis für Militärgeschichte und Wehrwissenschaften (3. Preis) erhielt. Er war Akademischer Rat (auf Zeit) und seit dem Erwerb der Venia Legendi für Mittelalterliche Geschichte Privatdozent in Regensburg.
Im Jahr 2010 erhielt er eine Gastprofessur an der Humboldt-Universität zu Berlin (Professur Johannes Helmrath). Clauss war im Wintersemester 2011/2012 und im Sommersemester 2012 Lehrstuhlvertreter für Mittelalterliche Geschichte an der Universität des Saarlandes. Im Wintersemester 2012/2013 übernahm er eine Lehrstuhlvertretung für Mittelalterliche Geschichte an der Universität Trier. 2013 wechselte er an die Abteilung für Mittelalterliche Geschichte des Historischen Institutes der Universität zu Köln. Clauss lehrt seit April 2014 als Vertretungsprofessor an der TU Chemnitz. Im Jahr 2014 hat er dort einen Ruf auf eine W3-Professur für Europa im Mittelalter und der Frühen Neuzeit erhalten, die er zum 1. Oktober 2014 angetreten hat.
Clauss ist Vorstandsmitglied des Arbeitskreises Militärgeschichte, des Forums Mittelalter, des Institute for Medieval Studies der University of Leeds und des Vereins für geschichtliche Landeskunde der Rheinlande Bonn. Er forscht auf den Gebieten Mittelalterliche Geschichte, Historiographiegeschichte und mittelalterliche Militärgeschichte. Der Verfasser von Büchern und Aufsätzen, unter anderem erschienen in Saeculum und Bibliotheksforum Bayern, ist Mitherausgeber der Reihe Krieg und Konflikt.
Er ist verheiratet und hat zwei Kinder.

## Rezensionen
2008 untersuchte der Geschichtsdidaktiker Martin Buck für das Georg-Eckert-Institut für internationale Schulbuchforschung den von Martin Clauss und Manfred Seidenfuss im LIT Verlag herausgegebenen Band Das Bild des Mittelalters in europäischen Schulbüchern: „Sie geht einen wichtigen Schritt in eine neue und innovative Richtung. Wenn das vorliegende Werk die im Titel supponierte europäische Dimension auch nicht erreicht hat – es handelt sich im Wesentlichen um einen deutsch-französisch-englischen Schulbuchvergleich – so stellt es doch einen beachtlichen Versuch dar, eine europäisch vergleichende Schulbuchforschung im Bereich des Mittelalters aus nationaler Perspektive zu initiieren. Der vorstellungsgeschichtliche Ansatz, der auf die Genese von Geschichtsbildern und Geschichtsvorstellungen zielt, ist im Bereich der Didaktik des Mittelalter-Unterrichts in jedem Fall weiterführend.“
Der Berliner Historiker Malte Prietzel rezensierte 2010 auf H-Soz-Kult seine Habilitationsschrift Kriegsniederlagen im Mittelalter mit: „Besonderes Gewicht kommt dieser gehaltvollen Studie dadurch zu, dass diese Einsichten nicht nur abstrakt formuliert werden, sondern durch viele treffende Analysen hinsichtlich ihrer Praktikabilität und ihres Ertrags illustriert werden. Damit erhält dieses Werk Modellcharakter für weitere Untersuchungen zur mittelalterlichen Historiographie.“

## Schriften (Auswahl)
- Die Untervogtei. Studien zur Stellvertretung in der Kirchenvogtei im Rahmen der deutschen Verfassungsgeschichte des 11. und 12. Jahrhunderts (= Bonner historische Forschungen. Band 61). Schmitt, Siegburg 2002, ISBN 3-87710-208-5 (Dissertation Universität Bonn 2001).
- Hrsg. mit Manfred Seidenfuss: Das Bild des Mittelalters in europäischen Schulbüchern (= Geschichtsdidaktik in Vergangenheit und Gegenwart. Band 5). Lit, Berlin 2007, ISBN 978-3-8258-0350-6.
- Ritter und Raufbolde. Vom Krieg im Mittelalter (= Geschichte erzählt. Band 20). Primus, Darmstadt 2009, ISBN 978-3-89678-395-0.
- Kriegsniederlagen im Mittelalter. Darstellung – Deutung – Bewältigung (= Krieg in der Geschichte. Band 54). Schöningh, Paderborn 2010, ISBN 978-3-506-76713-4.
- Die Salier. Wissenschaftliche Buchgesellschaft, Darmstadt 2011, ISBN 978-3-534-24482-9.
- Ludwig IV. der Bayer. Herzog, König, Kaiser. Pustet, Regensburg 2014, ISBN 978-3-7917-2560-4.
- Hrsg. mit Andrea Stieldorf und Tobias Weller: Der König als Krieger. Zum Verhältnis von Königtum und Krieg im Mittelalter. Eine Einführung (= Bamberger interdisziplinäre Mittelalterstudien, Vorträge und Vorlesungen, Band 5). Otto-Friedrich-Universität Bamberg, University of Bamberg Press, Bamberg 2016, ISBN 978-3-86309-356-3 (Volltext online).
- mit Frank-Lothar Kroll: Chemnitz. Eine kleine Stadtgeschichte. Verlag Friedrich Pustet, Regensburg 2019, ISBN 978-3-7917-3028-8.
- Militärgeschichte des Mittelalters (C. H. Beck Wissen). C. H. Beck, München 2020, ISBN 978-3-406-75752-5.